# 蔡美儿
蔡美儿（英語：Amy Lynn Chua；1962年10月26日—），美國華裔律師、作家，耶鲁大学法学院「小約翰·M. 達夫」（John M. Duff Jr.）法学講座教授；國際暢銷書《虎媽的戰歌》作者；2011年《時代》雜誌百大影響力人物，美國《大西洋月刊》勇敢的思想家之一，美國《外交政策雜誌》全球外交政策思想家之一。

## 生平
蔡美兒出生於美国伊利諾伊州尚佩恩，父親為著名的「蔡氏電路」發明人蔡少棠教授，祖籍福建省泉州晉江(他是中菲混血常來人)。她原本在哈佛大學主修應用數學，後轉系主修經濟學，畢業後進入哈佛法學院取得法律博士學位。2001年，她在杜克大學法學院任教七年後，转入耶魯大學，成為耶魯法學院教授。在开始教学生涯中之前，她在佳利律師事務所执业。她的專長是國際商業交易、法律與發展、種族衝突、全球化與法律。
2011年，蔡美兒出版《虎媽的戰歌》，回顾了她對兩個女兒的教育方式，并阐释她眼中的東亞式教育和美式教育的差异。2011年1月8日，华尔街日报節錄該書段落，登出文章《为什么華人妈妈更胜一筹？》（Why Chinese Mothers Are Superior）一文，引起美国公众震动，赞许和非议不断，一时成为热门话题。《虎媽的戰歌》也因此被譯為30種語言，成為國際暢銷書。蔡美兒的史學和政治學著作《虎媽對全球化的預言：輸出自由市場與民主政治會換來種族仇恨和世界動盪》、《大國興亡錄：全面透析歷史上羅馬、唐朝、蒙古等8個超級大國的起落興衰》和《政治部落：群體本能與國家命運》也廣受關注。
2021年6月8日，紐約時報中文網報導，蔡美兒在2018年稱讚耶魯大學法學院畢業生布雷特·M·卡瓦諾(Brett M. Kavanaugh)被提名為最高法院大法官，她稱讚他是一位優秀的女性導師。（她的大女兒被聘為卡瓦諾的助理，並且在他升職後繼續從事這份工作。）在這座充滿激烈的反卡瓦諾抗議活動的校園裡，她的觀點被認為是一種背叛，尤其是她據稱曾經告訴學生，卡瓦諾法官的女性助理們「長得像模特」。突然之間，她能幫助學生獲得法官助理職務的名聲變成了惡名。

## 著作
| 出版年份 | 中文書名（繁體版譯名為主）                                                        | 原文書名                                                                                               |
| 2003年   | 虎媽對全球化的預言：輸出自由市場與民主政治會換來種族仇恨和世界動盪                | World On Fire: How Exporting Free Market Democracy Breeds Ethnic Hatred and Global Instability.        |
| 2009年   | 大國興亡錄：全面透析歷史上羅馬、唐朝、蒙古等8個超級大國的起落興衰 *（簡體版譯名） | Day of Empire: How Hyperpowers Rise to Global Dominance—and Why They Fall.                             |
| 2011年   | 虎媽的戰歌                                                                        | Battle Hymn of the Tiger Mother                                                                        |
| 2014年   | 虎媽的戰甲：三項黑暗人格特質，竟然讓人出類拔萃！                                  | The Triple Package: How Three Unlikely Traits Explain the Rise and Fall of Cultural Groups in America. |
| 2018年   | 政治部落：群體本能和國家命運                                                      | Political Tribes: Group Instinct and the Fate of Nations.                                              |

蔡美兒寫過五本書：兩本國際事務研究的政治學史學著作，有關教育學的一本育兒回憶錄，一本關於美國少數民族文化及其與美國社會經濟成功的關係的政治經濟學著作，一本關於部落忠誠在美國政治和外交政策中的作用的專著。

### 政治經濟學
蔡美兒的第一本書《虎媽對全球化的預言：輸出自由市場與民主政治會換來種族仇恨和世界動盪》（2003年），探討了在許多社會中由“市場主導的少數群體”的不相稱的經濟和政治影響而引起的種族衝突，以及由此產生的對較不富裕的大多數人的怨恨。蔡美兒的第一本書就成了《紐約時報》的暢銷書，被《經濟學人》選為2003年最佳書籍之一，並被托尼·吉登斯在《衛報》上評為“2003年政治讀物排行榜”之一。該書探討了自1989年以來，全球化和民主化如何影響市場主導的少數群體與廣大民眾之間的關係。

### 教育學

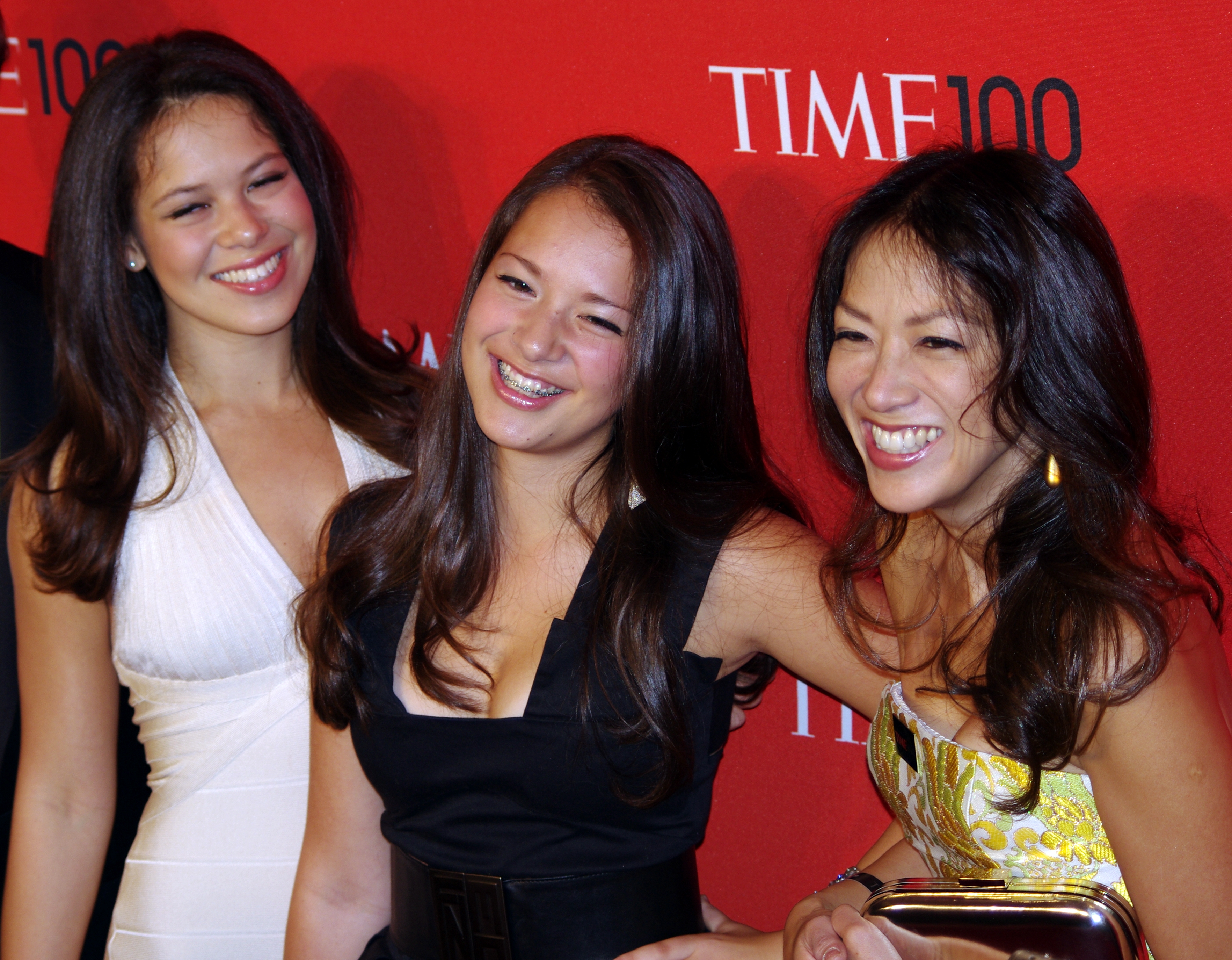
2011年蔡美兒和她的女兒蔡思慧、蔡思珊出席《時代》雜誌百大影響力人物儀式

蔡美兒2011年1月出版的第三本書《虎媽的戰歌》是一本回憶錄，講述了她在育兒過程中運用了嚴格的儒家育兒技巧，她形容這是中國移民父母的典型。儘管這本書有時被解讀為育兒的指導手冊，但它被批判性地視為一種“在一刀切的教育理念下，孩子們如何變得叛逆和疏遠，而不管他們的個性或能力如何。”這本書是在美國、韓國、波蘭、以色列、德國、英國和中國等國暢銷的國際暢銷書，已被翻譯成30種語言。這本書也受到了巨大的反響和媒體的關注，並引發了全球關於不同育兒技巧和培養這些技巧的文化態度的爭論。此外，這本書在發行後引起了軒然大波，蔡美兒受到了死亡威脅，被指種族歧視，並要求以虐待兒童罪逮捕她。
蔡美兒也出現在俄亥俄州聯邦參議員詹姆斯·大衛·凡斯的回憶錄和暢銷書《絕望者之歌》中。蔡美兒在耶魯的學生，凡斯寫道，蔡美兒給了他“有史以來最好的建議。”凡斯在該書的致謝中寫道：“除了蒂娜（Tina），這本書的存在最值得稱讚的人是蔡美兒，我的耶魯合同法教授，她讓我相信我的人生和從中得出的結論都值得書寫出來。”凡斯認為蔡美兒是《絕望者之歌》一書的“權威教母”。

### 倫理政治學
蔡美兒第四本書是與丈夫傑德·魯本菲爾德合著的《虎媽的戰甲：三項黑暗人格特質，竟然讓人出類拔萃！》（2014年2月出版）。這本書受到了許多好評。為《金融時報》撰文的露西·凱拉韋（Lucy Kellaway）稱之為“我見過的最具普遍性的成功理論”。《衛報》稱讚這本書“對各種民族和文化群體的成見和期望的影響進行了令人大開眼界的研究......”這本書也因為一些人所說的文化成見而受到批評。喬舒亞·哈特（Joshua Hart）和克里斯托弗·查布里斯的一項實證研究發現，“‘虎媽的戰甲’（Triple Package，三重戰甲）理論的證據很少。”

### 歷史政治學
蔡美儿的第二本書《大國興亡錄：全面透析歷史上羅馬、唐朝、蒙古等8個超級大國的起落興衰》（2007年），探討了七個主要帝國，並認為它們的成功取決於它們對少數民族的寬容。
2018年2月，蔡美兒的第五本書出版。《政治部落：群體本能與國家命運》一書的主題是，對群體的忠誠往往超過意識形態的考慮。她探討了未能意識到這一點對美國外交政策的失敗和唐納德·特朗普在國內崛起的影響。這本書受到了來自各個政治派別的壓倒性好評。為《紐約時報》撰文的大衛·弗魯姆稱讚蔡美兒願意接近“其他人通常會踮著腳尖走的禁區”。《華盛頓郵報》形容這本書“緊湊、有洞察力、令人不安，但最終還是充滿希望”，埃茲拉·克萊恩在他的Vox播客上稱這本書“引人入勝”。這本書受到了一些批評。 《衛報》稱之為“一本立意好的書，但未自圓其說”。《金融時報》稱這是“一本重要的書”，並支持蔡美兒的論點，“美國的自由主義精英未能承認自己的部落主義意識，為特朗普的崛起作出了貢獻”；但它也指出，書中沒有回答如何創建一個“非部落世界”的“關鍵問題”。JD·萬斯是蔡美兒的學生，也是《絕望者之歌》的作者，他稱讚這本書，他說“政治部落是對傳統智慧的一種獨特的重要挑戰，寫得妙，可讀性很強。”